# ブルキナファソの古代製鉄遺跡群
ブルキナファソの古代製鉄遺跡群（ブルキナファソのこだいせいてついせきぐん）は、ブルキナファソにある紀元前まで遡る製鉄遺跡群である。5つの地域で構成されている。
2019年、アゼルバイジャンの首都バクーで開催された第43回世界遺産委員会において、世界文化遺産として登録された。

## 概要
この遺跡群には、約15基の直立式の自然通風炉、その他いくつかの炉、鉱山、住居跡、スラグの集合体や採掘の痕跡がある。ドゥルラ（Douroula）は紀元前8世紀に遡るもので、ブルキナファソで発見された製鉄に関する最も古い証拠である。この地域の他の構成要素であるティウェガ（Tiwega）、ヤマネ（Yamane）、キンディボ（Kindibo）、ベクイ（Bekuy）はいずれも鉄鉱石の精錬炉があり、紀元前2千年紀の間に鉄の生産が強化されたことを示している。鉄鉱石の還元は現在行われていないが、村の鍛冶屋は道具を供給する主要な役割を果たしていながら、様々な儀式に参加している。
炉が破壊行為によって解体、移動、損傷されたことはないが、水と風による土壌の浸食、干ばつのサイクル、砂漠化、表面でのシロアリや樹木の定着、そして周辺の小規模な金の採掘が資産の真正性を脅かしている。

## 登録基準
この世界遺産は世界遺産登録基準のうち、以下の条件を満たし、登録された（以下の基準は世界遺産センター公表の登録基準からの翻訳、引用である）。
- (3) 現存するまたは消滅した文化的伝統または文明の、唯一のまたは少なくとも稀な証拠。
- (4) 人類の歴史上重要な時代を例証する建築様式、建築物群、技術の集積または景観の優れた例。
- (6) 顕著で普遍的な意義を有する出来事、現存する伝統、思想、信仰または芸術的、文学的作品と直接にまたは明白に関連するもの（この基準は他の基準と組み合わせて用いるのが望ましいと世界遺産委員会は考えている）。